# Campionato francese maschile di canoa polo
Il Campionato francese maschile di canoa polo è organizzato dalla Fédération Française de Canoë-Kayak ed è uno dei più antichi e competitivi d'Europa.

## Struttura
Il campionato è organizzato in quattro serie dette N1, N2, N3, N4 (National 1,2,3,4). I primi tre sono costituiti ciascuno da un girone unico nazionale formato da 14 squadre, mentre l'N4 è costituito (nel 2012) da 5 gironi su base geografica (Est, Nord, Nord-Ovest, Ovest, Sud) formati da 6 o 7 squadre ciascuno. Al termine di essi le migliori 16 formano altri due gironi che servono a costituire il raggruppamento finale di 8 squadre che determina le promozioni in N3.
| Livello | Divisione                             | Divisione                              | Divisione                                    | Divisione                               | Divisione                             |
| ------- | ------------------------------------- | -------------------------------------- | -------------------------------------------- | --------------------------------------- | ------------------------------------- |
| 1°      | National 1 Hommes 14 squadre          | National 1 Hommes 14 squadre           | National 1 Hommes 14 squadre                 | National 1 Hommes 14 squadre            | National 1 Hommes 14 squadre          |
| 2°      | National 2 Hommes 14 squadre          | National 2 Hommes 14 squadre           | National 2 Hommes 14 squadre                 | National 2 Hommes 14 squadre            | National 2 Hommes 14 squadre          |
| 3°      | National 3 Hommes 14 squadre          | National 3 Hommes 14 squadre           | National 3 Hommes 14 squadre                 | National 3 Hommes 14 squadre            | National 3 Hommes 14 squadre          |
| 4°      | Nationale 4 Hommes Zone Est 7 squadre | Nationale 4 Hommes Zone Nord 7 squadre | Nationale 4 Hommes Zone Nord-Ouest 7 squadre | Nationale 4 Hommes Zone Ouest 7 squadre | Nationale 4 Hommes Zone Sud 6 squadre |

## Albo d'oro
- 1984	Pont-d'Ouilly
- 1985	Lochrist
- 1986	Lochrist
- 1987	Lochrist
- 1988	Lochrist
- 1989	Pont-d'Ouilly
- 1990	Saint-Grégoire
- 1991	Saint-Grégoire
- 1992	Pont-d'Ouilly
- 1993	Pont-d'Ouilly
- 1994	Pont-d'Ouilly
- 1995	Saint-Grégoire
- 1996	Saint-Grégoire
- 1997	Thury-Harcourt
- 1998	Pont-d'Ouilly
- 1999	Agen
- 2000	Pont-d'Ouilly
- 2001	Pont-d'Ouilly
- 2002	Condé-sur-Vire
- 2003	Agen
- 2004	Condé-sur-Vire
- 2005	Condé-sur-Vire
- 2006	Condé-sur-Vire
- 2007	Condé-sur-Vire
- 2008	Condé-sur-Vire
- 2009	Condé-sur-Vire
- 2010	Condé-sur-Vire
- 2011	Condé-sur-Vire
- 2012	Montpellier

## Medagliere
| Pos. | Società        | Vittorie | Secondi posti | Terzi posti | Totale |
| 1    | Condé-sur-Vire | 9        | ?             | ?           | ?      |
| 2    | Pont-d'Ouilly  | 8        | ?             | ?           | ?      |
| 3    | Saint-Grégoire | 4        | ?             | ?           | ?      |
| 4    | Lochrist       | 4        | ?             | ?           | ?      |
| 5    | Agen           | 2        | ?             | ?           | ?      |
| 6    | Montpellier    | 1        | ?             | ?           | ?      |
| 7    | Thury-Harcourt | 1        | ?             | ?           | ?      |